# Gabriele II di Costantinopoli
Gabriele II (in greco Γαβριήλ Β΄?; ... – Bursa, 3 dicembre 1659) è stato un arcivescovo ortodosso greco, patriarca ecumenico di Costantinopoli per una settimana nel 1657.
Nel 1659 fu impiccato dal sultano ottomano per aver battezzato un convertito musulmano, in realtà ebreo, e dopo aver rifiutato di abiurare la propria fede cristiana. È quindi venerato come Nuovo Ieromartire e la Chiesa ortodossa lo ricorda il 3 dicembre.

## Biografia
Gabriele fu eletto metropolita di Ganos il 23 marzo 1648 per una prima volta fino al 26 novembre 1651 e nuovamente nel 1654. Dopo l'esecuzione di Partenio III fu scelto come patriarca di Costantinopoli il 23 aprile 1657 con il sostegno della nobiltà greco-ortodossa. Tuttavia il Santo Sinodo lo considerò illetterato e inadatto al trono e lo depose pochi giorni dopo, il 30 aprile 1657.
Dopo la sua deposizione, oltre alla diocesi di Ganos, gli fu conferito l'incarico di amministratore (proedros) della sede vacante di Prousa (Bursa). Qui fu accusato dalla comunità ebraica di aver battezzato un musulmano, anche se in realtà il battezzato era di fede ebraica e non musulmana. Fu anche accusato di mantenere buoni rapporti con i russi, al tempo in guerra con l'impero ottomano.
Il sultano ottomano Mehmed IV, che in quei giorni si trovava a Bursa, fece imprigionare Gabriele dal suo Gran visir Mehmet Köprülü, promettendogli la libertà e l'onore in cambio della sua conversione all'Islam. Gabriele rifiutò, fu torturato e infine impiccato il 3 dicembre 1659.